# Enrique Ribelles
Enrique Ribelles Seró (Puigverd de Lleida, 1934. február 1. – Puigverd de Lleida, 2014. március 19.) spanyol labdarúgó, fedezet.

## Pályafutása

### Klubcsapatban
1951 és 1956 között a Lleida labdarúgója volt, de 1952 és 1954 között kölcsönben a Binéfar csapatában szerepelt. 1956 és 1961 között a Barcelonában szerepelt, de 1956–57-ben kölcsönben a Lleida játékosa volt. A Barcelonával két spanyol bajnoki címet és egy kupagyőzelmet ért el. Tagja volt az 1955–58-as és az 1958–60-as VVK-győztes együttesnek. 1961 és 1965 között a Valencia labdarúgója volt, ahol tagja volt az 1961–62-es idényben és az 1962–63-as idényben VVK-győztes csapatnak. 1965–66-ban ismét a Lleida játékosa volt. 1966–67-ben a CF Juneda csapatában fejezte be az aktív labdarúgást.

### A válogatottban
1957 és 1960 között két alkalommal játszott a katalán válogatottban. 1958 és 1960 között két alkalommal szerepelt a spanyol B-válogatottban és egy gólt szerzett.

## Sikerei, díjai
FC Barcelona
- Spanyol bajnokság (La Liga)
  - bajnok (2): 1958–59, 1959–60
- Spanyol kupa (Copa del Generalísimo)
  - győztes: 1959
- Vásárvárosok kupája (VVK)
  - győztes (2): 1955–58, 1958–60

 Valencia CF
- Vásárvárosok kupája (VVK)
  - győztes (2): 1961–62, 1962–63